# Tünde (inslagkrater)
Tünde is een inslagkrater op de planeet Venus. Tünde werd in 1985 genoemd naar Tünde, een Hongaarse meisjesnaam.
De krater heeft een diameter van 16,3 kilometer en bevindt zich in het quadrangle Snegurochka Planitia (V-1).